# 斎藤千和・無責任編集 〜週刊うらGおふぁんたじー
斎藤千和・無責任編集 〜週刊うらGおふぁんたじー（さいとうちわ・むせきにんへんしゅう しゅうかんうらジーおふぁんたじー）とは、漫画雑誌『月刊Gファンタジー』（スクウェア・エニックス発行）に関連したインターネットラジオ番組で、アニメイトTVにて配信された。
パーソナリティは声優の斎藤千和で、斎藤千和のインターネットラジオは、「レベッカ宮本の世界一ウケたい授業!『○×△□』略して『ぱにらじだっしゅ!』」以来。

## 概要
2008年9月12日にプレ放送（ガイダンスと称した第0回）を配信。その翌週9月19日から本放送の配信が開始された。2009年10月2日をもって休刊という形で配信終了。
番組では、明確なコーナー分けはなく、雑誌のページをめくる形で「○ページ目」と表現して進行される。
番組名に『月刊Gファンタジー』を冠しているが、番組自体は非公式（公式番組は『週刊ラGオファンタジー 〜寺島拓篤の宣伝会議』）としているため「うら（裏）」を付冠しており、番組には資本（スポンサー）がない（スローガン「ノー資本」）。ただし『月刊Gファンタジー』の公式サイトおよび本誌において「非公式に営業中」と紹介されている。
番組では、宣伝や売り込みをして、『月刊Gファンタジー』から認めてもらうことを目標にしている（スローガン「ゲット資本」）。さらに、リスナーからの投稿アイディアや提供イラストを用いて、番組オリジナル漫画を作り、『月刊Gファンタジー』編集部に持ち込み、掲載してもらうことを目標とし、挙句には、番組オリジナル漫画を連載化させて印税生活という構想が初回において掲げられた。
配信開始当初、BGMは、著作権の関係で曲ではなく、さらにSEもなかった（その代わりに紙がめくれる音がする）。しかし、BGMは欲しいということで、タンバリンやカスタネットといった打楽器などを即興で適当に演奏していた（楽器を持ち置きする際に"ゴトッ"などの音がする）。
その後、リスナーからBGM用の曲が提供されるようになった。なお、投稿者はアマチュアに留まらず、中にはプロ、セミプロなどもいる。ジングル、告知内容については、『週刊ラGオファンタジー 〜寺島拓篤の宣伝会議』のものを拝借している。
2009年4月24日および8月26日に、計2枚のラジオCDがフロンティアワークスより発売された。内容は放送内で企画されている「魔法少女チャバネ」を中心としたもの。
『月刊Gファンタジー』での告知ページは回を増すごとに増え、極山裕による収録レポートのカットや、数ページにわたる『「週刊うらGおふぁんたじー」の"アレ"』と題したラジオCDの制作レポート漫画などが取材無しで描かれ掲載されるようになっていった。

## 配信リスト
| 回数       | 配信日         | 時間         | サブタイトル                                                        | 備考               |
| ---------- | -------------- | ------------ | ------------------------------------------------------------------- | ------------------ |
| 第0回      | 2008年9月12日  | 18分22秒     | 創刊準備号                                                          |                    |
| 第1回      | 2008年9月19日  | 27分34秒     | カリスマでセレブなアニラーゼのためのライフスタイルマガジン 新創刊   |                    |
| 第2回      | 2008年9月26日  | 29分30秒     | 独占告白! あの人気DJ「空白の2年間」本誌だけに語るその真相           |                    |
| 第3回      | 2008年10月3日  | 36分51秒     | あの人は今 有名チェロ奏者Tのその後                                  |                    |
| 第4回      | 2008年10月10日 | 38秒30秒     | 役者一筋10年? 個性派女優が到達する境地「演技とは☆☆で攻撃」          |                    |
| 第5回      | 2008年10月17日 | 33分41秒     | モテるオヤジはガーデニングでキメる                                  |                    |
| 第6回      | 2008年10月24日 | 38分55秒     | 底辺ライフを楽しく生きる                                            |                    |
| 第7回      | 2008年10月31日 | 38分52秒     | 教育論何も得られないなら、何もやるな                                |                    |
| 第8回      | 2008年11月7日  | 31分22秒     | 放談 桑谷夏子(キャラクターデザイナー)×斎藤千和(本誌編集長)          | ゲスト：桑谷夏子   |
| 第9回      | 2008年11月14日 | 38分36秒     | 戦場のバイオリニスト                                                |                    |
| 第10回     | 2008年11月21日 | 30分12秒     | あぶく銭じゃねぇ!番組制作費だっ(笑)!                                |                    |
| 第10回付録 | 2008年11月21日 | 10分00秒     | おまけ 10回突破記念特別「付録ガチ食べ編集長の昼休み                 | 食事風景収録       |
| 第11回     | 2008年11月28日 | 32分00秒     | 魔法少女チャバネ(暫定)始動                                          |                    |
| 第12回     | 2008年12月5日  | 36分13秒     | 先生、「」がやりたいです                                            |                    |
| 第13回     | 2008年12月12日 | 40分00秒     | 我々は奇怪な空間を作ってるんじゃないんです、漫画を作っているんです! |                    |
| 第14回     | 2008年12月19日 | 42分30秒     | トクナガさんも聞いている、壊れかけ(でも意外に壊れない)のうらGお     |                    |
| 第15回     | 2008年12月26日 | 44分23秒     | (ギャルゲ好きな)男の中の男、出てこいや!                             | ゲスト：寺島拓篤   |
| 第16回     | 2009年1月9日   | 40分26秒     | 新春特別号 スペシャルゲスト登場!!                                   | ゲスト：氷川へきる |
| 第17回     | 2009年1月16日  | 34分15秒     | 矛盾があるなら、変身させればいいじゃない!!                          |                    |
| 第18回     | 2009年1月23日  | 38分09秒     | ハッピーターンキャビア                                              |                    |
| 第19回     | 2009年1月30日  | 37分19秒     | 仕事はちゃんとやっているんです                                      |                    |
| 第20回     | 2009年2月6日   | 30分48秒     | のんきにドミノッピ!してる場合かっ!!!                                |                    |
| 第21回     | 2009年2月13日  | 35分31秒     | 13日の金曜日記念号                                                  |                    |
| 第22回     | 2009年2月20日  | 40分12秒     | 2009年4月24日、ラジオCD発売決定!                                    |                    |
| 第23回     | 2009年2月27日  | 39分07秒     | 大統領来日                                                          |                    |
| 第24回     | 2009年3月6日   | 40分22秒     | チャバネの歌を聞けーー!!♪                                           |                    |
| 第25回     | 2009年3月13日  | 37分38秒     | 愛の戦死、ニコルチャン                                              |                    |
| 第26回     | 2009年3月19日  | 41分00秒     | 粗塩爺                                                              |                    |
| 第27回     | 2009年3月27日  | 45分57秒     | うらGおはハリ氏を心から祝福するスカヤ                               |                    |
| 第28回     | 2009年4月3日   | 39分44秒     | 春雷                                                                |                    |
| 第29回     | 2009年4月10日  | 39分44秒     | ミュージックアワー                                                  |                    |
| 第30回     | 2009年4月17日  | 37分58秒     | 2→100                                                               |                    |
| 第31回     | 2009年4月24日  | 33分00秒     | おじさまの服がー!                                                   |                    |
| 別冊       | 2009年4月24日  | 57分         | ラジオCD『別冊 週刊うらGおふぁんたじー』                            | ラジオCD項目参照   |
| 第32回     | 2009年5月1日   | 40分00秒     | 煩悩の数だけおじさまが!                                             |                    |
| 第33回     | 2009年5月15日  | 39分36秒     | Chaba Fes                                                           |                    |
| 第34回     | 2009年5月22日  | 37分52秒     | ちょい＆ポイ                                                        |                    |
| 第35回     | 2009年5月29日  | 36分40秒     | 肉食系? 草食系?                                                     |                    |
| 第36回     | 2009年6月5日   | 39分54秒     | Repeat After Me!                                                    |                    |
| 第37回     | 2009年6月12日  | 40分55秒     | 本気出したら……                                                      |                    |
| 第38回     | 2009年6月19日  | 45分00秒     | たまにはラジオらしく…?                                              |                    |
| 第39回     | 2009年6月26日  | 33分14秒     | 萌え?燃え?                                                          |                    |
| 第40回     | 2009年7月3日   | 45分36秒     | プロ本格参入?                                                       |                    |
| 第41回     | 2009年7月10日  | 42分41秒     | ついに締切が…!?                                                     |                    |
| 第42回     | 2009年7月17日  | 37分11秒     | おじさまオンザショートケーキ                                        |                    |
| 第43回     | 2009年7月24日  | 35分50秒     | オーライな神様？                                                    |                    |
| 第44回     | 2009年7月31日  | 39分44秒     | 3人目のお袋が……                                                     |                    |
| 第45回     | 2009年8月7日   | 37分48秒     | かれひゃくじゅうさん                                                |                    |
| 第46回     | 2009年8月14日  | 37分12秒     | Cha Cha チャ バネバネ Fu Fuuuuuuuuuuuuu!!!!                         |                    |
| 第47回     | 2009年8月21日  | 37分14秒     | ちわちょうはふつおたののろいにかかった                              |                    |
| 増刊       | 2009年8月26日  |              | ラジオCD『増刊うらGおふぁんたじー』                                 | ラジオCD項目参照   |
| 第48回     | 2009年8月28日  | 42分13秒     | 偽名募集します…                                                     |                    |
| 第49回     | 2009年9月4日   | 43分54秒     | ドミノッピ！ ザーラッピ！ ザハット！                                |                    |
| 第50回     | 2009年9月11日  | 39分50秒     | 斎藤…Netの斎藤!! (略してSNS)                                        |                    |
| 第51回     | 2009年9月18日  | 44分13秒     | それは…私の心がトキメいた瞬間                                       |                    |
| 第52回     | 2009年9月25日  | 44分29秒     | 人生におけるキラキラした言葉たち…                                   |                    |
| 第53回     | 2009年10月2日  | 1時間4分10秒 | うらGお～底辺のヒロイン～最終回拡大65分SP!!…お疲れカマ              | 最終回             |
| 巻末袋とじ | 2009年10月9日  |              | まだまだチャバネフォーエヴァー                                      | 画像のみ更新       |

## ラジオCD
- 『別冊 週刊うらGおふぁんたじー』

フロンティアワークス、URAG-3110、2009年4月24日発売、税込2,940円、収録時間57分
出演　斎藤千和、桑谷夏子（友情出演）、寺島拓篤（友情出演）
ジャケットイラスト　極山裕
収録内容
- 1p - オープニング
- 2p - ふつおた
- 3p - 打ち合わせ
- 4p - ドラマ「魔法少女チャバネ」第1話
- 5p - 反省会?
- 6p - 編集後記
- 7p - ボーナストラック「不思議な三角関係」
- 8p - さらにボーナストラック!

- 『増刊うらGおふぁんたじー』

フロンティアワークス、URAG-3111、2009年8月26日発売、税込2,500円
出演　斎藤千和、桑谷夏子（友情出演）、寺島拓篤（友情出演）
ジャケットイラスト　極山裕
収録内容
- 1p - オープニング
- 2p - ふつおた
- 3p - 打ち合わせ
- 4p - ドラマ「魔法少女チャバネ」第二話
- 5p - 反省会?
- 6p - ミュージックボックス
- 7p - 編集後記
- 8p - さらにボーナストラック!